# Municipio de Piney (condado de Texas)
El municipio de Piney (en inglés: Piney Township) es un municipio ubicado en el condado de Texas en el estado estadounidense de Misuri. El municipio fue fundado en 1845, tomando su nombre del río a las orillas del cual se asentaba.
En el año 2010 tenía una población de 4770 habitantes y una densidad poblacional de 17,66 personas por km².

## Geografía
El municipio de Piney se encuentra ubicado en las coordenadas 37°19′19″N 91°58′23″O / 37.32194, -91.97306. Según la Oficina del Censo de los Estados Unidos, el municipio tiene una superficie total de 270.1 km², de la cual 269.12 km² corresponden a tierra firme y (0.36%) 0.97 km² es agua.

## Demografía
Según el censo de 2010, había 4770 personas residiendo en el municipio de Piney. La densidad de población era de 17,66 hab./km². De los 4770 habitantes, el municipio de Piney estaba compuesto por el 96.9% blancos, el 0.17% eran afroamericanos, el 0.55% eran amerindios, el 0.25% eran asiáticos, el 0.02% eran isleños del Pacífico, el 0.42% eran de otras razas y el 1.7% pertenecían a dos o más razas. Del total de la población el 1.53% eran hispanos o latinos de cualquier raza.